# Девід Прован
Девід Прован (англ. Davie Provan, нар. 8 травня 1956, Гурок) — шотландський футболіст, півзахисник.
Насамперед відомий виступами за клуби «Кілмарнок» та «Селтік», а також національну збірну Шотландії.

## Клубна кар'єра
У дорослому футболі дебютував 1974 року виступами за команду клубу «Кілмарнок», в якій провів чотири сезони, взявши участь у 120 матчах чемпіонату.  Більшість часу, проведеного у складі «Кілмарнока», був основним гравцем команди.
Своєю грою за цю команду привернув увагу представників тренерського штабу клубу «Селтік», до складу якого приєднався 1978 року. Відіграв за команду з Глазго наступні сім сезонів своєї ігрової кар'єри. Граючи у складі «Селтіка» також здебільшого виходив на поле в основному складі команди.
У 1985 році захищав кольори команди клубу «Сідней Олімпік».
Завершив професійну ігрову кар'єру у клубі «Селтік», у складі якого вже виступав раніше. Прийшов до команди 1985 року, захищав її кольори до припинення виступів на професійному рівні у 1986 р.

## Виступи за збірну
У 1979 році дебютував в офіційних матчах у складі національної збірної Шотландії. Протягом кар'єри у національній команді, яка тривала 4 роки, провів у формі головної команди країни 10 матчів, забивши 1 гол.
У складі збірної був учасником чемпіонату світу 1982 року в Іспанії.